# Molnár Sándor (képzőművész)
Molnár Sándor (Sajólád, 1936. január 19. – 2022. június 18.) Kossuth-díjas festő, szobrász. A magyar új avantgárd jeles képviselője, a Zuglói Kör megalapítója.

## Életútja
A Képző és Iparművészeti Gimnáziumban érettségizett 1954-ben, itt Ridovics László volt a mestere. A Magyar Képzőművészeti Főiskolán folytatta tanulmányait (1955-1961), ahol mesterei voltak Kmetty János, Bencze László, Fónyi Géza és Pór Bertalan. Legközelebbi szakmai és emberi kapcsolatba Kmetty Jánossal került, Kmetty Molnár Sándor pályakezdő éveit is figyelemmel kísérte.
Modern képzőművészeti stílusok iránt érdeklődő baráti társaság (Bak Imre, Nádler István, Deim Pál) alakult ki Molnár Sándor körül, velük 1958-ban lakásán megalakította a Zuglói Kört. A baráti kör elméleti és festői tanulmányokat folytatott, egymás munkáit elemezték. Molnár Sándor elméleti és módszertani tanulmányt írt a festői elemek analíziséről 1962-ben.
Egy évet a Kecskeméti művésztelepen alkotott, majd ismeretségbe került Hamvas Béla filozófussal. 1965-ben kijutott Párizsba, ahol megismerkedett Jean Bazaine-nel és a Tradicionális fiatal francia festők csoportjával. 1966-ban kidolgozta sajátos festő-jóga elméletét. 1982-ben megismerkedett Claude Viallat-val, a Supports/Surfaces csoport egyik tagjával. 1986-ban vendégtanárnak hívták Nîmes-be az ottani képzőművészeti főiskolára, 1990 óta a Magyar Képzőművészeti Egyetem egyetemi tanára volt. 1993-ban a Széchenyi Irodalmi és Művészeti Akadémia tagjává választották.

## Munkássága
Már főiskolás korától kezdve érdekelte nemcsak maga a festészet, hanem a festészetelméleti kérdések is. Az 1950-es évek végén ún. önfejlesztő programot dolgozott ki, melynek fő célkitűzései a következők voltak:
1. Festői gyakorlat által megérteni a korszerű művészeti törekvéseket.
2. A kortárs egyetemes festőművészet nagy alkotóinak írásait megszerezni és lefordítani.
3. Megismerkedni az idősebb generáció avantgárd alkotóival, Gyarmathy Tihamérral, Lossonczy Tamással, Martyn Ferenccel, Veszelszky Bélával.

1955-ben tanulmányozta a buddhizmust és a jógát, 1956-tól absztrakt képeket festett. 1966 óta kiállító művész, első kiállítását lírai absztrakt (informel) képeiből rendezte Budapesten, a Mednyánszky Teremben.
Az 1960-as évek második felében monokróm festményeinek sorozatát festette, e festményeinek Kmetty az Unikolor nevet adta. Színfolyamatokkal próbált téri mélység érzetet kelteni, ezekkel a képeivel szerepelt az Iparterv első tárlatán (1968).
1969-ben kidolgozta a festőjógát, s alkalmazta Hamvas Bélának a hazai táj géniuszáról vallott elméletét, s monokróm, a festő által üresnek nevezett képeit felváltották a természeti látványokat geometrikus szerkezetbe transzponáló képek, ekkor készítette Principium-sorozatát, melyet a Föld elemmel azonosított, Föld képeit 1977-ig festette.
1978—80 között nem használt festéket, a francia Supports/Surfaces csoport hatása alatt képeinek kereten belüli részét kötelekkel, vásznakkal, lécekkel töltötte be, s formázta képpé. 1980-tól a vízművelet korszak következett, de az 1980-as évek közepén már egyre több jelentéssel felruházott alakzat és motívum jelent meg képein, hamarosan jött a tűz-elem is.
Képein a lélek megtisztítását, majd a belső erőkkel folytatott küzdelmet ábrázolta valóságos lángnyelvek lobogásával. A Tumo-sorozat (tumo a lélek tüze, a jógik próbatétele a tibeti misztikában) ívelt át a tűz korszakon. A tűz motívum második korszaka a redukció, a féktelenül lobogó láng (szenvedély) helyett letisztult, kivilágosodó formák jelentek meg, a tűz motívum harmadik szakasza a szublimáció, a tűz csendes hamvadásának szerkezete.
A művész tűzkorszakában jelentős plasztikai kollekciót hozott létre. Szobraiba talált tárgyakat épített be: csontot, gipszet, műbőrt, szivacsot, mindezeket műbőr bevonat segítségével formázta egy-egy egységes alkotássá.
A 2000-es években a kristályok, a levegő, s a teljes absztrakció (sunjata=üresség) szerkezeti ábrázolása foglalkoztatta.

## Egyéni kiállítások
- 1964 • Műterem-kiállítás Petri-Galla Pál lakásán, Budapest, V. ker. Vécsey u. 3.
- 1966 • Molnár Sándor festőművész kiállítása, Mednyánszky Terem, Budapest
- 1968 • A tiszta űr, Központi Fizikai Kutató Intézet KISZ Klubja, Budapest
- 1969 • Központi Fizikai Kutató Intézet KISZ Klub, Budapest [Konkoly Gyulával]
- 1976 • Szoboszlói Galéria, Hajdúszoboszló • Józsefvárosi Kiállítóterem, Budapest
- 1981 • Műcsarnok, Budapest • Erdei F. Művelődési Központ, Kecskemét
- 1984 • Salamon-torony [Helényi Tiborral], Visegrád
- 1986 • Molnár Sándor rajzkiállítása, Óbudai Galéria-Francia Intézet, Budapest (kat.)
- 1990 • Molnár Sándor szoborkiállítása, Óbudai Művelődési Központ (kat.)
- 1991 • Portrék, No5 Galéria, Budapest
- 1993 • Molnár Sándor festőművész akadémiai székfoglaló kiállítása, Óbudai Társaskör Galéria, Budapest
- 1994 • Vigadó Galéria, Budapest • Magyar Akadémia, Róma
- 1997 • Műcsarnok, Budapest (kat.)
- 1998 • Szinyei Szalon, Budapest
- 2006 • Sunjata (üresség), Budapest Galéria, Budapest.

## Válogatott csoportos kiállítások
- 1968 • Stúdió '58-68, Műcsarnok, Budapest • Iparterv I., IPARTERV, Budapest
- 1969 • In memoriam Kassák, Kossuth Lajos Tudományegyetem, Debrecen • Iparterv II., IPARTERV, Budapest • Kortársaink – Nemzetközi grafikai kiállítás, Fészek Klub, Budapest
- 1970 • Stúdió '70, Ernst Múzeum, Budapest • R-kiállítás, R-épület, Budapesti Műszaki Egyetem, Budapest
- 1971 • Új művek, Műcsarnok, Budapest • Kápolnatárlat, Balatonboglár • Variációk egy motívumra, Kossuth Lajos Tudományegyetem, Debrecen • Stúdió '71, Ernst Múzeum, Budapest
- 1973 • Kopernikusz-kiállítás, Budapesti Műszaki Egyetem, Budapest • Kápolnatárlat, Balatonboglár
- 1975 • I. Hortobágyi Művésztelep, Debrecen
- 1976 • Tér-jel-forma, Vegyipari Egyetem, Veszprém
- 1978 • Festészet '77, Műcsarnok, Budapest
- 1979 • Begegung mit zeitgnössischer Kunst aus Ungarn, Galerie in der Rostockvilla, Klosterneuburg (A)
- 1980 • Rajzkiállítás, Magyar Nemzeti Galéria, Budapest • IPARTERV 1968-1980, Iparterv, Budapest • Tendenciák 1970-1980, 1., Új művészet 1970-ben, Óbuda Galéria, Budapest
- 1981 • Festészet, Budapesti Történeti Múzeum, Budapest • Nyitás II., Fészek Galéria, Budapest • Tisztelet Picassónak, Óbuda Galéria, Budapest
- 1982 • Térbeli festészet, színes szobrászat, Józsefvárosi Kiállítóterem, Budapest • Egoland Art, Fészek Galéria, Budapest • Országos Képzőművészeti Kiállítás, Műcsarnok, Budapest
- 1983 • Grands et Jeunes d'Aujourd'hui, Grand Palais, Párizs • Mai magyar grafika és rajzművészet, Magyar Nemzeti Galéria, Budapest • Új művészetért, Móra Ferenc Múzeum, Szeged • 17. B. de São Paulo, São Paulo
- 1984 • Bak-Birkás-Molnár-Szirtes • Festmények és rajzok, Pécsi Galéria, Pécs • Eklektika '85, Magyar Nemzeti Galéria, Budapest
- 1990 • Budapesti műtermek, Magyar Nemzeti Galéria, Budapest • Budapest Galéria, Budapest
- 1991 • Hatvanas évek. Új törekvések a magyar képzőművészetben, Magyar Nemzeti Galéria, Budapest • Kortárs magyar művészet. Grafika, rajz, érem, Kupferstich-Kabinett der Staatlichen Kunstsammlungen, Drezda • Kortárs művészet. Válogatás a Ludwig Múzeum és a Magyar Nemzeti Galéria gyűjteményéből, Magyar Nemzeti Galéria, Budapest • Zuglói Kör 1958-1969, No. 5 Galéria, Budapest • A gondolat formái I., Óbudai Társaskör Galéria és Óbudai Pincegaléria, Budapest • Hungarica, a 80-as évek művészete, M. di Roma, Róma
- 1994 • Új szerzemények, Janus Pannonius Múzeum, Pécs • 80-as évek – Képzőművészet, Ernst Múzeum, Budapest
- 1995 • 1. Nemzetközi Akvarell Biennálé, Kamnik (SL) • Magyar Vízfestők Társasága kiállítása, MHB IMMO Art. Galéria, Budapest
- 1996 • Szegmensek, Vigadó Galéria, Budapest
- 1997 • Magyar Szalon '97, Műcsarnok, Budapest • Olaj/Vászon, Műcsarnok, Budapest • Hamvas Béla és a képzőművészet, Szentendrei Képtár, Szentendre.

## Művek közgyűjteményekben
- Janus Pannonius Múzeum, Pécs
- Kupferstich-Kabinett der Staalichen Kunstsammlungen, Drezda
- Megyei Könyvtár, Békéscsaba
- Magyar Nemzeti Galéria, Budapest
- Petőfi Irodalmi Múzeum, Budapest
- Szombathelyi Képtár, Szombathely
- Szépművészeti Múzeum, Budapest

## Írásai
Számos művészetelméleti írást és művészetkritikát publikált az Új Művészet hasábjain az 1990-es években.
- Ars poetica (A tiszta űr kiállítás leporellójában, Budapest, 1968)
- Hatások, utazások, találkozások – Ars poetica (az IPARTERV 68-80 kat., Budapest, 1980)
- "A halál utáni világ felé..." Arshile Gorky kiállítása Bécsben, Új Művészet, 1991/7.
- A logika és a metafizika kettős világossága. Gondolatok a Seurat-kiállítás kapcsán, Új Művészet, 1992/3.
- Festőjóga, Új Művészet, 1994/4.
- Szellemi energia és művészet. Csontváry-kiállítás a Nemzeti Galériában, Új Művészet, 1994/12.
- A telített üresség. Szenes Árpád és Vicra da Silva a portugál gyűjteményekben, Új Művészet, 1994/11.
- Vitorlás fekete lobogókkal. Emlékezés Martyn Ferencre, Új Művészet, 1996/8.
- "Nemzetközi akadémizmus" Kelet-Európában. Lengyel kiállítások Budapesten, Új Művészet, 1997/5-6.
- A lélek fekete madarai. Emlékezés Bán Bélára, Új Művészet, 1999/5.
- Az időtlenség kulcsa. Lossonczy Tamás köszöntése, Új Művészet, 1999/10.
- Mester és tanítvány (In. Darabos Pál – Molnár Márton (szerk.): In memoriam Hamvas Béla, Hamvas Béla Kultúrakutató Intézet, 2002, 142-226. p.)
- A festészet tanítása / Molnár Sándor. Budapest : M. Képzőműv. Egy., 2008. 290 p. : ill., részben színes ISBN 978-963-9656-94-9
- A festészet útja (2013, ISBN 9789630861793)